# Думбрэвени (Вранча)
Думбрэвени (рум. Dumbrăveni) — село в Румынии в составе жудеца Вранча.
Находится в южной части жудеца, на левом берегу реки Рамна, в Прикарпатской возвышенности.

## История
В разные времена населённый пункт назывался: Плагинешты (Plaginești), Плэйнешти (Plăinești) и Суворов, которому в селе установлен памятник.

## Известные люди
- Дуилиу Замфиреску (1858—1922) — румынский писатель.
- Георге Плагино[рум.] (1876—1949) — первый спортсмен, представлявший Румынию на Олимпийских играх.
- Георгий Стефанеску[рум.] (1914—2007) — румынский художник.